# Gyllene Tider (EP)
Gyllene Tider (även den gula EP:n, Billy-EP:n), är en EP-skiva som den svenska popgruppen Gyllene Tider släppte den 1 november 1978 och gav ut i 900 exemplar. Det var den EP:n de skickade till olika skivbolag för att till slut få skivkontrakt av EMI. Den skall inte förväxlas med Gyllene Tider EP som släpptes 1996.
En cd-utgåva från 2000 av denna Ep finns inkluderad på 20-årsjubileumsutgåvan av debutalbumet Gyllene Tider.

## Låtlista

### Sida A
1. Billy - 5.36
2. Pornografi - 2.42

### Sida B
1. M - 2.59
2. Rembrandt - 2.02
3. När alla vännerna gått hem - 3.43

Billy spelades in på nytt och återutgavs på första albumet Gyllene Tider. När alla vännerna gått hem spelades in till och återutgavs på Gyllene Tiders andra LP Moderna Tider.